# HC Lipovci
Der Hockey Club Lipovci ist ein im Jahre 1965 gegründeter slowenischer Hockeyclub aus dem 1000-Einwohnerort Lipovci in der Region Prekmurje, welche heute vier der sechs slowenischen Hockeyclubs stellt. Die ersten Schritte im Feldhockey wurden 1961 in Lipovci unternommen. Zunächst spielte man für den Verein Partizan aus Beltinci. Das Team bestand aus Spielern aus der ganzen Gemeinde Beltinci, aber später dominierten Spieler aus Lipovci die Mannschaft. Als 1964 Partizan Beltinci das Team aus den Wettbewerben zurückzog, wurde in Lipovci ein eigener Verein gegründet. Das erste Ligaspiel wurde im April 1965 in Murska Sobota durchgeführt. Bis 1991 spielte der Verein auf höchstem Niveau in Jugoslawien ohne je Meister zu werden. Nur im Juniorenbereich U-18 errang der Club drei jugoslawische Meisterschaften.
Im Jahr 1992 wurde der Bau des ersten Kunstrasenplatzes in Slowenien begonnen, welcher am 14. August 1993 fertiggestellt wurde. Im Jahr 1997 nahm das ganz in Violett spielende Lek Lipovec erstmals an einem europäischen Wettbewerb teil. Bei dem Turnier in Schweden verlor der Verein alle Spiele. Bei der zweiten Teilnahme 1999 konnte in Wien wenigstens der portugiesische Vertreter Grupo Desportivo do Viso geschlagen werden. HK Lipovci ist der erfolgreichste Hockeyverein Sloweniens mit vielen Meisterschaften und Pokalsiegen, In den letzten Jahren hat sich der Club auch im mittleren europäischen Niveau etabliert. Die größten Erfolge stellten dabei die Siege bei der EuroHockey Club Champions Challenge 2004 und 2006 da.
Der Verein war von 1994 bis 2005 unter dem Namen HC Lek Lipovci und von 2005 bis 2010 als HC Pliva Lipovci bekannt. beides, Lek und Pliva, waren Sponsoren des Vereins.

## Kader
- 1 Jernej Vučko (GK)
- 2 Slavko Forjan
- 3 Martin Mesarič
- 4 Franc Rajner
- 5 Davor Koren
- 7 Robert Mesarič (C)
- 8 Peter Forjan
- 9 Franc Maučec
- 10 Matjaž Sraka
- 11 Boštjan Stanko
- 12 Robert Tratnjek (GK)
- 13 Gorazd Zajc
- 14 Tadej Sraka
- 15 Uroš Stanko
- 16 Marjan Štiblar
- 17 Dominik Mesarič
- 18 Benjamin Vrbnjak
- 19 Alen Pivar
- 20 Aleš Pavlinjek
- 22 Miha Zadravec (GK)
- 23 Blaž Legen

- Trainer: Štefan Sraka
- Teamleiter: Andraž Nemec
- Physiotherapeut: Zlatko Stanko

## Erfolge
- EuroHockey Club Champions Challenge: 2004, 2006
- Euro Hockey Club Challenge II: 2009, 2012
- Euro Hockey Club Challenge III: 2008
- Euro Hockey Indoor Club Challenge II: 2008, 2014
- Slowenischer Meister: 1993, 1994, 1995, 1996, 1997, 1998, 1999, 2000, 2003, 2004, 2005, 2006, 2007, 2008, 2009, 2010, 2011, 2012, 2013, 2014
- Slowenischer Pokalsieger: 1994, 1997, 2000, 2001, 2002, 2003, 2004, 2005, 2006, 2007, 2008, 2009
- Slowenischer Hallenmeister: 2001, 2003, 2004, 2005, 2006, 2007, 2008, 2009, 2010, 2011, 2013, 2014